# Олекте
О́лекте (латыш. Olekte) — река в Кекавском крае Латвии, левый приток Даугавы. Отделяет остров Акменьсала от берега. Длина реки — 5 км, площадь бассейна — 6,2 км².
Название происходит от латышского слова olekts, что означает локоть (единица длины).

Олекте на карте (показана синим цветом)

Исток реки находится в селе Катлакалнс. В верхнем течении русло служит для стока воды из мелиоративных каналов.
На берегах Олекте расположены населённые пункты Катлакалнс, Рамава, Валдлаучи, а также новые районы частной застройки Маконькалнс и Рудзайи.
В нижнем течении река достигает административной границы города Риги. Русло здесь широкое, на уровень воды влияет Даугава.

## Экология
Русло Олекте загрязнено сточными водами, поступавшими с очистных сооружений «Даугава» до 1995 года. До 1979 года река была естественным природным водотоком, пока не были построены водоочистные сооружения. Часть русла протяжённостью 2 км была углублена для осаждения коагулянта.
Ранее поднимался вопрос о санации русла и утилизации осадка.